# 西利亞加加山
11°34′11″S 76°14′14″W / 11.56972°S 76.23722°W
西利亞加加山（Sillaqaqa），是秘魯的山峰，位於該國中部胡寧大區的堯利省，屬於安第斯山脈的一部分，處於尤拉科查山和安塔卡薩山以東，海拔高度約5,000米。